# Generative Vermehrung
Als generative Vermehrung oder generative Fortpflanzung wird die Erzeugung von Nachkommen auf der Basis geschlechtlicher Fortpflanzung verstanden. Durch die Kombination der Gene verschiedener Individuen entstehen neue genetisch verschiedene Individuen. Für die Nachkommen gelten die Mendelschen Regeln, wonach jedes Merkmal in zwei Kopien („Allelen“) vorliegt, von denen je eines von jedem Elternteil stammt. Der Begriff wird im Pflanzenbau und in der Tierzucht verwendet.
Das Ergebnis der generativen Vermehrung ist bei Pflanzen der Same; bei der kommerziellen Produktion in landwirtschaftlicher Sprache auch Saat oder Saatgut genannt. In der Tierzucht spricht man von Nachkommen. 
Im Gegensatz zur generativen Vermehrung steht die Klonung bzw. vegetative Vermehrung, bei der Nachkommen durch die Abspaltung von Zellen eines Organismus ohne vorherige Verschmelzung von Geschlechtszellen (Gameten). Hierbei stellen Nachkommen genetisch identische Individuen dar.
In der gärtnerischen Praxis wird der Begriff generative Vermehrung gleichbedeutend mit „Aussaat“ genutzt. Ausgesät werden hierbei auch Samen, die ohne Kombination der genetischen Merkmale zweier Individuen entstanden sind (Selbstbefruchtung) und solche die ganz ohne geschlechtliche Fortpflanzung entstehen (Jungfernzeugung).
Siehe auch:
Abstammung, Bundesverband Deutscher Pflanzenzüchter, EUCARPIA, Gentechnik, Pflanzenzüchtung, Tierzucht, 
Züchtungskunde